# Punkendeich
Der Punkendeich hieß zunächst Sieldeich und war ein Bremer Weserdeich zwischen dem Altenwall und dem Sielwall. Der Deich wurde 1799 erhöht und 1850 in den Osterdeich einbezogen.
Der Name Punkendeich bedeutet Hurendeich und stammt vermutlich aus dem Siebenjährigen Krieg (1756 bis 1763), als die Soldatenhuren – die sogenannten Punken – in Bremen nicht geduldet wurden und am Deich vor der Stadt ihrem Gewerbe nachgingen. Bis 1891 wurde dort noch ein kleiner Weg so genannt.
Auf Höhe des ehemaligen Punkendeichs findet heute noch die Bremer Eiswette statt. 